# Ti Nam

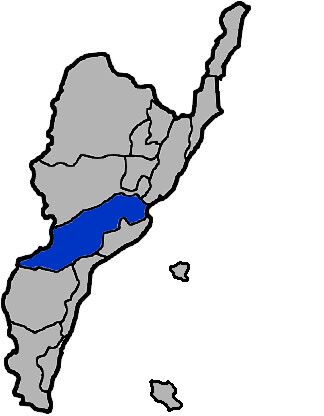
Vị trí tại Đài Đông

Ti Nam (tiếng Trung: 卑南鄉; bính âm: Pēinán Xiāng) là một hương (xã) của huyện Đài Đông, tỉnh Đài Loan, Trung Hoa Dân Quốc (Đài Loan). Ti Nam nằm trên thung lũng Hoa Đông và tiếp giáp với dãy núi Trung ương và Hải Ngạn. Khoảng một phần ba cư dân tại hương là người thổ dân Đài Loan. Nền kinh tế Ti Nam phụ thuộc vào công nghiệp và nông nghiệp. Diện tích của hương là 412,6871 km², dân số vào tháng 8 năm 2011 là 18.141 người thuộc 6.647 hộ gia đình, mật độ cư trú đạt 44 người/km².